# Бронхит
Бронхит е възпаление на бронхите на белите дробове. Болестта се проявява в две форми: остър бронхит и хроничен бронхит.

## Видове бронхит
- Хроничен бронхит – проявява се с кашлица и отделяне на храчки за период в продължение на поне три месеца годишно, през две последователни години.

- Остър бронхит – проявява се с кашлица и отделяне на храчки и продължава не повече от три седмици.

## Причинител на болестта
В повечето случаи заболяването се дължи на вируси, а в останалите случаи има вирусно-бактериален и бактериален произход. Причини за инфекцията могат да бъдат дългогодишната употреба на тютюн и тютюневи изделия или промишлено замърсяване (запрашена среда). Симптомите на хроничния бронхит се влошават при висока концентрация на серен диоксид и други замърсители във въздуха.

## Симптоми
- Суха кашлица в началото, а впоследствие (1 – 2 дена) се появява слузно-гнойна секреция.
- Кихане и хрема (в начален стадий).
- Болки в гърлото.
- Температурата често е леко повишена, но може и повече да се повиши.

## Лечение
Основно се облекчават симптомите. Използва се комбинация от лекарства, освобождаващи запушените бронхиални пътища и втечняващи секрета, с което се улеснява отделянето му. Грижите при остър бронхит са основно поддържащи и трябва да осигурят адекватна доставка на кислород. Почивката на легло е препоръчителна. Много рядко се влиза в болница.